# Георги Ючев
Георги Димитров (Митрев) Ючев е български революционер, деец на Вътрешната македоно-одринска революционна организация.

## Биография
Георги Ючев е роден в 1874 година в костурското село Кономлади, тогава в Османската империя, днес в Гърция. Присъединява се към ВМОРО. През лятото на 1903 година по време на Илинденско-Преображенското въстание участва във всички сражения на костурските въстаници под войводството на Васил Чекаларов. През  октомври 1903 година при потушаването на въстанието е заловен. Обвинен е в „разбойничество“, осъден е на 5 години каторга и е заточен в Диарбекир. Амнистиран е с общата амнистия от 12 април 1904 година.
На 5 март 1943 година, като жител на Асеновград, подава молба за българска народна пенсия, която е одобрена и пенсията е отпусната от Министерския съвет на Царство България.
Синът му Илия Ючев е деец на Станимашкото македоно-одринско дружество.